# 第5步兵師 (德國國防軍)
第5步兵師（德語：5. Infanterie-Division）是威瑪共和國防衛軍陸軍、納粹德國國防軍陸軍的一個步兵師。該師於1934年10月組建。
第二次世界大戰期間，該師參與入侵波蘭、入侵法國行動。1941年6月，該師參與巴巴羅薩行動。同年年底，該師調回法國休整，並在同年12月改編為第5輕步兵師（德語：5. leichte Infanterie-Division）。改編後，該師繼續在東線作戰，並在1942年7月改編為第5獵兵師（德語：5. Jäger-Division）。
該師最後於1945年5月在维滕贝格向苏联红军投降。

## 引用
1. ↑  Tessin, p. 288